# MÁV-Baureihe 242
Die MÁV-Baureihe 242 war eine Tenderlokomotivreihe der Ungarischen Staatsbahnen (MÁV).

## Geschichte
In den 1930er Jahren gestattete die Weltwirtschaftskrise nicht, große Summen in Eisenbahnfahrzeuge zu investieren.
Deshalb entschieden sich die Ungarischen Staatsbahnen, leichte Schnellzüge mit hoher Geschwindigkeit zu führen.
Für derartige Züge wurde die Baureihe 242 entwickelt.
Sie war eine zweifach gekuppelte Tenderlokomotive mit jeweils zwei vor- und nachlaufenden Achsen.
Die ersten beiden Maschinen wurden von MÁVAG 1936 geliefert.
Sie hatten eine Stahlfeuerbüchse und einen Kipprost, mit dem es möglich war, die großen Schlackenmengen, die beim Verbrennen ungarischer Kohle anfiel,
leicht zu entfernen.
Die Lokomotiven erreichten bei Probefahrten 152 km/h, wurden aber nur für 120 km/h zugelassen.
Sie hatten eine Stromlinienverkleidung, die später wegen besserer Wartbarkeit bei den Rädern entfernt wurde.
Die nächsten beiden Exemplare dieser Reihe wurden erst 1940 von MAVAG gebaut.
Da die Stahlfeuerbüchsen der erstgelieferten Maschinen bereits Risse aufwiesen, wurden diesmal Kupferfeuerbüchsen eingebaut.
Obwohl diese Fahrzeuge durchaus die in sie gesetzten Erwartungen erfüllten, kam es wegen der Kriegsereignisse und weil eigentlich stärkere Schnellzuglokomotiven gebraucht wurden, zu keinen weiteren Nachbestellungen.